# Imma leniflua
Imma leniflua är en fjärilsart som beskrevs av Edward Meyrick 1931. Imma leniflua ingår i släktet Imma och familjen Immidae. Inga underarter finns listade i Catalogue of Life.